# Absentee
Absentee l'album di debutto dei Pitch Black Forecast, pubblicato il 6 maggio 2008.
L'album vede il supporto di voce da parte di Randy Blythe dei Lamb of God.

## Tracce
1. Atonement 3:10
2. Dialtone 3:33
3. Wrapped in Plastic 2:37 feat. Human Furnace (Ringworm)
4. Lighthouse 4:15
5. Ornament 2:50
6. Halt 3:06
7. Breathe Now 3:20
8. So Low 2:56 feat. Randy Blythe
9. Desperation Angel 3:42
10. Creepy Crawl 4:26
11. Bad Reputation (Thin Lizzy Cover) 3:31 feat. Human Furnace (Ringworm)